# Wincenty Cybulski
Wincenty Cybulski (ur. 16 stycznia 1949 w Miejskiej Woli) – generał brygady Wojska Polskiego.

## Wykształcenie
- Liceum ogólnokształcące w Gubinie – 1967
- Wyższa Szkoła Oficerska Wojsk Zmechanizowanych im. T. Kościuszki we Wrocławiu – 1971
- Wyższy Kurs Doskonalenia Oficerów – 1975.
- Akademia Wojskowa im. Michaiła Frunzego w Moskwie – 1980
- Podyplomowe Studia Operacyjno-Strategiczne AON – 1987
- Tłumacz wojskowy języka rosyjskiego.
- Kurs języka angielskiego w Kanadzie.
- Kurs rad nadzorczych w Ministerstwie Finansów.

## Stanowiska
- Dowódca plutonu rozpoznawczego – 42 pułk zmechanizowany w Żarach,
- Dowódca kompanii rozpoznawczej – 42 pułk zmechanizowany w Żarach,
- Szef rozpoznania – 42 pułk zmechanizowany w Żarach,
- Dowódca kompanii dowodzenia – 6 zmiany Polskiej Wojskowej Jednostki Specjalnej w Egipcie,
- Pomocnik szefa rozpoznania – 11 Dywizja Pancerna w Żaganiu,
- Szef rozpoznania dywizji – 11 Dywizja Pancerna w Żaganiu,
- Zastępca szefa oddziału rozpoznawczego – Śląski Okręg Wojskowy we Wrocławiu,
- Szef sztabu 29 zmiany Polskiego Kontyngentu Wojskowego Syria w Syrii,
- Dowódca 30 zmiany Polskiego Kontyngentu Wojskowego w Syrii,
- Szef oddziału rozpoznawczego okręgu wojskowego – Śląski Okręg Wojskowy we Wrocławiu,
- Zastępca szefa Zarządu Rozpoznania i Walki Radioelektronicznej w Sztabie Generalnym Wojska Polskiego,
- Szef Zarządu Rozpoznania i Walki Radioelektronicznej w Sztabie Generalnym Wojska Polskiego,
- Szef Generalnego Zarządu Rozpoznania Wojskowego /P-2/w Sztabie Generalnym Wojska Polskiego (2000–2002),
- Szef Polskiej Wojskowej Misji w ramach Nadzoru Państw Neutralnych w Korei Południowej.

Od 2002 w stanie spoczynku.

## Awanse
- podporucznik – 1971
- porucznik – 1974
- kapitan – 1978
- major – 1981
- podpułkownik – 1984
- pułkownik – 1989
- generał brygady – 1997

## Odznaczenia
Odznaczony: 
- Krzyżem Kawalerskim Orderu Odrodzenia Polski (1998)[1];
- Złotym 1990 i Srebrnym 1983 Krzyżem Zasługi;
- Złotym, Srebrnym i Brązowym Medalem „Za Zasługi Dla Obronności Kraju”;
- Złotym, Srebrnym i Brązowym Medalem „Siły Zbrojne W Służbie Ojczyzny”
- Trzykrotnie Medalem ONZ „W Służbie Pokoju”;
- Odznaką Zasłużony Dla Śląskiego Okręgu Wojskowego;
- Odznaką Pamiątkową 11 Drezdeńskiej Dywizji Pancernej;
- Odznaką Pamiątkową 1 Pułku Specjalnego Komandosów;
- Odznaką Racjonalizator Wojskowy.